# Escola Estadual Doutor Ovídio de Andrade
A Escola Estadual Dr. Ovídio de Andrade é uma escola de Ipatinga, Minas Gerais. Está Localizada na Rua Lourenço da Veiga, N. 80, bairro Bom Retiro. Foi criada pela Usiminas. As atividades da escola se iniciaram em 8 de março de 1965 e a criação foi publicada no jornal “Minas Gerais” de 12 de dezembro de 1965.
Dr. Ovídio de Andrade era filho de Ovídio João Paulo de Andrade, ex-governador da Província do Maranhão. Ele nasceu na Fazenda do Faria, município de Itaperava-MG, em 31 de outubro de 1883, e morreu em 18 de janeiro de 1959. Foi deputado estadual jornalista e secretário da Estrada de Ferro Oeste de Minas e fundou juntamente com Amaro Lanari, Gil Guatimosim e Sebastião Lima a Companhia Siderúrgica Belgo-Mineira.
A Escola Estadual Dr. Ovídio de Andrade tem 704 alunos (segundo o Censo Escolar de 2018) do 1 ao 9o ano do Ensino Fundamental. Em 2008 ficou no 1o lugar entre 2450 escolas mineiras analisadas pelo Programa de Avaliação da Alfabetização (Proalfa), que visa avaliar a capacidade de leitura, entendimento, e escrita dos alunos até os oito anos.